# Коропець
Коро́пець — селище в Україні, адміністративний центр Коропецької селищної громади Чортківського району Тернопільської області. До 2015 року — адміністративний центр селищної ради, якій були підпорядковані села Світле та Стигла. До Коропця приєднано хутори Діброва і Додатки. Населення — 3206 осіб (01.01.2019). Відстань до Тернополя — 87 км.
Містечко відоме місцевими пам'ятками — дендропарком, дерев'яними церквою Успіння Пресвятої Богородиці та дзвіницею, палацом графів Бадені та костелом святого Миколая, також фестивалем «Коропфест».

## Географія
Селище Коропець розташоване у західному регіоні Національного природного парку «Дністровський каньйон», у Коропецько-Дністровській долині, в гирлі річки Коропець у Дністер. На схилах річкових долин Коропця і Дністра утворюються яри і балки.

### Рельєф
Рельєф горбистий. Пагорб Лиса сягає 363 м, пагорб Пастівник — 355 м, пагорб Пар — 240 м.  Поверхня селища має нахил з півночі на південь.

### Тектонічна будова, геологія і корисні копалини
Територія Коропця розміщена в межах Волинсько-Подільської плити, яка є частиною Східно-Європейської Платформи. На глибині 2000-3000 м залягає давній докембрійський кристалічний фундамент. Поверхня його вкрита осадовими породами раннього протерозою, палеозою, мезозою та кайнозою. Найдавніші породи, з яких складений фундамент, на поверхню не виходять. Можна спостерігати відслонення девонських відкладів (палеозою) в долинах річок Дністер та Коропець. До них належать: аргіліти, пісковики. Вони перекриті породами кайнозойської ери — лісовидними суглинками, пісками, галькою, гравієм.
Провідне місце належить природні будівельним матеріалам і сировині для їх виробництва. Є поклади гранітів, але вони залягають на великій глибині і недоступні для видобутку. По берегових схилах Дністра і Коропця зустрічаються невеликі скупчення фосфоритів.

## Історія

### Стародавні часи
Поблизу Коропця виявлено археологічні пам'ятки пізнього палеоліту, трипільської та давньоруської культур. Поселення трипільської культури розміщено на узгір'ї за костьолом, недалеко від кургану, що носить назву Ганова Могила. На поверхні поселення зібрано уламки розписної кераміки, що зберігається у Львівському історичному музеї.

### Середньовіччя
Князь Федір Любартович близько 1405 року отримав Жидачівське князівство (1401 чи 1403 року Жидачівська земля була передана князеві Свидригайлові Ольгердовичу) та посідав замок Коропець, який найпевніше розташовувався у гирлі річки Коропець.
Перша писемна згадка датується 1421 pоком, коли польський король Владислав II Яґайло заклав у ньому парафіяльний костел, поселення належало королю «ab antiquo» (тобто було королівщиною). 1427 року місто мало маґдебурзьке право.. 1453 року Коропець був у посіданні Міхала «Мужила» Бучацького або його найстаршого сина — снятинського старости Міхала (помер після 1474 року); того року місто отримало підтвердження своїх прав. В «Актах гродських і земських» воно фігурує, зокрема, як лат. super opidum у 1464 році.
У середині XV століття Коропець — повітовий центр Галицької землі Руського воєводства (повіт існував нетривалий час, до складу входило 11 місцевостей, які згодом були включені до складу Галицького та Коломийського повітів). З 1461 року — власність Кердеїв, згодом — в управлінні  — Яна Коли, 1589 року — дідича Монастириська, львівського каштеляна Яна Сененського, який сприяв тут зміцненню замку. 1600 року перша дружина тоді жмудського старости Яна Кароля Ходкевича Зоф'я Мелецька згадана як власниця Коропця.
17 вересня 1505 року, після руйнувань містечка турками та татарами наприкінці XV — початку XVI століть, король Александр своєю грамотою відновив магдебурзьке право, запровадив щосуботи торги та щорічні ярмарки на свято Лаврентія 10 серпня

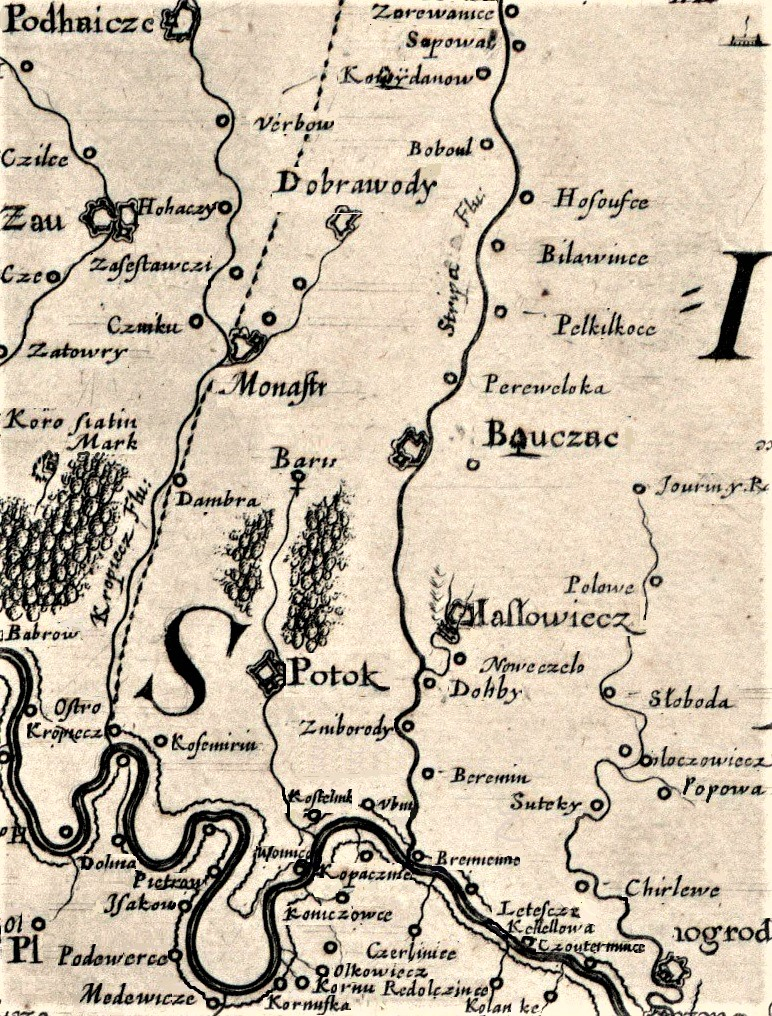
Коропець на фрагменті спеціальної мапи України Боплана (1650)

1607 року Коропець знову був зруйнований (майже зрівняний із землею) кримськими татарами, з часом місто втратило свої права, набуло статусу села. На початку XVII століття місто належало брацлавському воєводі Стефанові Потоцькому. 1664 року в Коропці мешкало 119 господарів, 7 ремісників, чимало будинків були порожніми. 1672 року Коропець спалили турецько-татарські орди. У наступні десятиліття власниками продовжували бути Потоцькі — нащадки С. Потоцького (зокрема, його онук — белзький воєвода Стефан Александер).
1766 року король Станіслав Авґуст надав Феліціянові Яблоновському (титулувався старостою коропецьким) королівщину Коропець та села Космирин, Новосілку Коропецьку, Стінку.

### За часів Австро-Угорщини
Наприкінці XVIII століття Коропець був власністю Мисловських гербу Равич (відома датована 1823 роком печатка Коропецької домінії з цим гербом; її відбиток зберігся в колекції матеріалів з історії геральдики Галичини, зібраній відомим львівським краєзнавцем XIX століття Антонієм Шнайдером); з цієї родин власниками були: Францішек (у 1790 році), Іґнацій (ксьондз, записав маєток братанку Теофілу (пом. 1829 року)), Антоній, Альфред, його син Альфред. Останній 1893 року продав маєток Станіславові Бадені, який незадовго перед смертю заповів його сину Станіславові Генрикові. Потім дідичем був його молодший брат Стефан (1885—1961), який був останнім дідичем.
За часів Австро-Угорщини (від 1772 року) Коропець перебував у складі Станіславського округу (циркулу, крайсу; з 1867 року — у Бучацькому повіті).
У 1819—1820 роках внаслідок повені зазнали пошкоджень  понад 80 домогосподарств.
6 лютого 1908 року в селі було перевиборне віче (перед ярмарком, який проходив того періоду щотижня), на якому співали пісню Івана Франка «Не пора, не пора москалеві, ляхові служить», «Щоб усіх хрунів загнати між свиней до кучі…». Попереду йшов Каганець Марко, який невдовзі був вбитий жандармами (етнічними поляками).
Діяли філії українських товариств «Сокіл» (від 1904 р.), «Просвіта» (з 1906 року), «Січ» (1910), «Луг», «Сільський господар», «Союз українок», «Рідна школа», кооператива «Єдність», страхове агентство компанії «Дністер».

### Перша світова війна
Під час Першої світової війни через село пролягала лінія фронту.

### ПеріодЗУНР
Місто перебувало у складі Західно-Української держави з листопада 1918 року.

### Період II Речі Посполитої
Після поразки національно-визвольних змагань наприкінці вересня 1920 року. Коропець захопили польські війська. У 1926 році  засновано Коропецьке відділення (філія) української районової молочарні (засновники: Ілько Максимів — скарбник, Микола Мельник — книговод, Андрій Довбенко — голова Надзірної ради, Павло Павлюк — перший директор, Микола Маркевич — член надзірної ради, Михайло Соляник). У 1931—1933 роках збудовано новий будинок районової молочарні (на відкритті був доктор Іван Макух).
Діяла польська районова молочарня.
У 1927 році працювали майстерня з виробництва спортивних човнів, ґуральня, олійні, 4 масарні, ресторан, пекарня.

### Радянський період
З приходом більшовиків на площі, де щовівторка проходив ярмарок, відбувся мітинг, на якому виступали інженер Микола Дутикевич (раніше був лісничим у пана), селянин Михайло Мельник, також єврей. Закінчився виконанням українцями, поляками, євреями гімну «Ще не вмерла Україна». На 3-й день обрали правління: голова — Микола Маркевич, секретар — Степан Гнатюк (був також перед цим), голова сільради — Онуфрій Садівський. Через декілька тижнів обрали депутатів Народних зборів Західної України Максиміва Ілька та Євстахія Петришина. У 1940 році тимчасове правління було ліквідувано, утворивши Коропецький район у складі УРСР. Перший голова — Борисенко (з Великої України), голова парткому — Антонюк (також зі сходу). Адміністрація розташовувалась у палаці Бадені..
З червня 1940 до 1959 року Коропець — районний центр УРСР.

### Нацистська окупація
З 8 липня 1941 до 22 липня 1944 року Коропець перебував під тимчасовою німецько-фашистською окупацією. Наприкінці липня 1943 року поблизу міста проходило з'єднання Семена Ковпака.
У 1941, 1957, 1969 та 2008 роках в селищі відбувалися великі повені.
У 1962—1966 роках територія Монастириського району належала Бучацькому району.
Дерев'яну церкву святого Миколая, зведену у 1786 році (храм перебував на обліку як пам'ятка архітектури), зруйновано 8 лютого 1964 року за рішенням виконкому Тернопільської обласної ради депутатів трудящих. Коли нищили храм, віряни встигли зняти та заховати 2 церковні дзвони, які випадково знайшли у 2018 році.
1984 року Коропцю надано статус селища.

### У незалежній Україні
З вересня 2015 року — адміністративний центр Коропецької селищної громади.
5 липня 2016 року Коропець відвідав Богдан Гаврилишин.
З 26 січня 2024 року селище міського типу Коропець набуло статусу селища.
Розпорядженням селищного голови № 13 від 29 лютого 2024 у Коропецькій територіальній громаді 29 лютого-3 березня 2024 року було оголошено днями жалоби.

## Політика

### Парламентські вибори, 2019
На позачергових парламентських виборах 2019 року у селищі функціонували 3 окремі виборчі дільниці № 610688–610690.
Результати
- зареєстровано 2376 виборців, явка 50,21%, найбільше голосів віддано за «Слугу народу» — 34,46%, за Всеукраїнське об'єднання «Батьківщина» — 12,28%, за «Голос» — 11,43%.[19] В одномандатному окрузі найбільше голосів отримав Микола Люшняк (самовисування) — 23,32%, за Романа Василіцького (Об'єднання «Самопоміч») — 22,46%, за Ігоря Сопеля (Слуга народу) — 17,30%[20].

## Населення

### Мова
Розподіл населення за рідною мовою за даними перепису 2001 року:
| Мова       | Кількість | Відсоток |
| ---------- | --------- | -------- |
| українська | 3742      | 99.73 %  |
| російська  | 9         | 0.24 %   |
| румунська  | 1         | 0.03 %   |
| Усього     | 3752      | 100 %    |

## Пам'ятки

Пам'ятник Тарасові Шевченку

- палац графа Бадені (XIX  століття),
- церкви:
  - Успення Пресвятої Богородиці (1795, дерев'яна; реставрація 1992),
  - святого Отця Миколая (2002 р.; почали будувати у 1930-х роках, відновлена лише за сучасності),
- римсько-католицький костел святого Миколая (XIX століття),
- 2 каплички
- меморіальний комплекс воїнам-односельцям, полеглим у німецько-радянській війні (1975, скульп. І. Каніковський, Г. Нардак, братська могила. Пам'ятник — скульптура воїна на прямокутному постаменті[22]).
- Ботанічна пам'ятка природи місцевого значення Коропецька грабина.

### Пам'ятники
- Марку Каганцю (1994)
- Тарасові Шевченку (1996, скульптор Р. Романович) — пам'ятка монументального мистецтва місцевого значення. Скульптура виготовлена з карбованої міді. Висота пам'ятника — 3,8 м, постамента — 1 м[23][24].

### Пам'ятні знаки
- діячам ОУН і воякам УПА (1992)
- насипана символічна могила УСС (1991)
- з нагоди надання магдебурзького права (1998)
- пам'ятний хрест на місці розстрілу 14 воїнів Червоної армії.

## Соціальна сфера
Діють загальноосвітня школа I—III ступенів імені М. Каганця, загальноосвітня школа І ступеня, ПТУ № 34, школа-інтернат для дітей-сиріт і дітей, які залишилися без опіки батьків, музична школа, дошкільний заклад, народний дім «Галичина», бібліотека, історично-краєзнавчий музей, комунальна лікарня, лікарня ветиринарної медицини, МП «Терноцвіт», «Артеміда», «Ласощі», «Любисток», ПП «Консул» ПП «Галинка» ПП «Оксанка», магазин будівельних матеріалів.

## Персоналії

### Уродженці
- Тадеуш Ястшембець-Бобровський[pl] (1876–1936) — польський художник-фотограф.
- Каганець Марко Васильович (1881–1908) — український політичний діяч, діяч «Просвіти».
- Максимів Ілько Федорович (1884–1954) — український галицький громадський та кооперативний діяч. Війт Коропця.[25]
- Петришин Олекса Михайлович (1919–2008) — громадський діяч, учасник національно-визвольного руху.
- Міхал Казюв[pl] (1925–2001) — польський письменник і публіцист, радіожурналіст, належав до Польського товариства сліпих[pl].
- Гаврилишин Богдан Дмитрович (1926–2016) — український, канадський та швейцарський економіст, громадський діяч, меценат, колишній член Римського клубу, іноземний член НАН України[26], президент Фонду Богдана Гаврилишина.
- Данчук Михайло Васильович (1933) — український актор.
- Мельниченко Степан Дмитрович (1941) — український художник, графік.
- Гаврилишин Володимир Петрович (1946) — український юрист, учитель, краєзнавець, активіст.
- Садівський Зеновій Романович (1949) — художник, Заслужений майстер народної творчості України.
- Миськів Ярослав Михайлович (1953) — український графік, заслужений художник України.
- Довбенко Михайло Володимирович (1954) — український економіст та політик. Народний депутат України 8-го скликання.
- Дияк Іван Іванович (1958) — учений у галузі прикладної математики та інформатики. Доктор фізико-математичних наук, професор. Академік АН вищої школи України.
- Бекетова Галина Володимирівна (1959) — доктор медичних наук, професор, заслужений лікар України.
- Дмитро Голубовський (1966—2014) — старший сержант Збройних сил України, учасник російсько-української війни.
- Кіндрат Володимир Михайлович (1966—2024) — український військовик, сержант Збройних сил України, учасник російсько-української війни[27].
- Підгірний Іван Іванович (1972–2022) — український військовослужбовець, старший солдат Збройних сил України, учасник російсько-української війни[28].
- Злочевський Ярослав Ярославович (1980—2004) — український військовик, миротворець.
- Куриляк Степан Ярославович (1981) — український лижник, Майстер спорту міжнародного класу.
- Гнатюк Ярослав Степанович (1966) - український філософ-логік, кандидат філософських наук, доцент Прикарпатського національного університету ім. В. Стефаника.
- Гаврилишин Петро Михайлович (1987) — український історик, кандидат історичних наук, доцент Прикарпатського національного університету ім. В. Стефаника.
- Vitaliia (1999) — українська музикантка, скрипалька, поетеса, авторка та виконавиця власних пісень.

### Померли
- Хамчук Петро (псевдо «Бистрий») (1919— 12 січня 1948) — командир сотні «Сірі Вовки», курінний командир УПА. Лицар Срібного Хреста Бойової Заслуги[29].

## Цікавий факт
- У 2002 році кіностудія «Кінематографіст» зняла фільм «Коропецька Швейцарія, або Великдень з Богданом Гаврилишиним [Архівовано 16 січня 2014 у Wayback Machine.]».

## Галерея

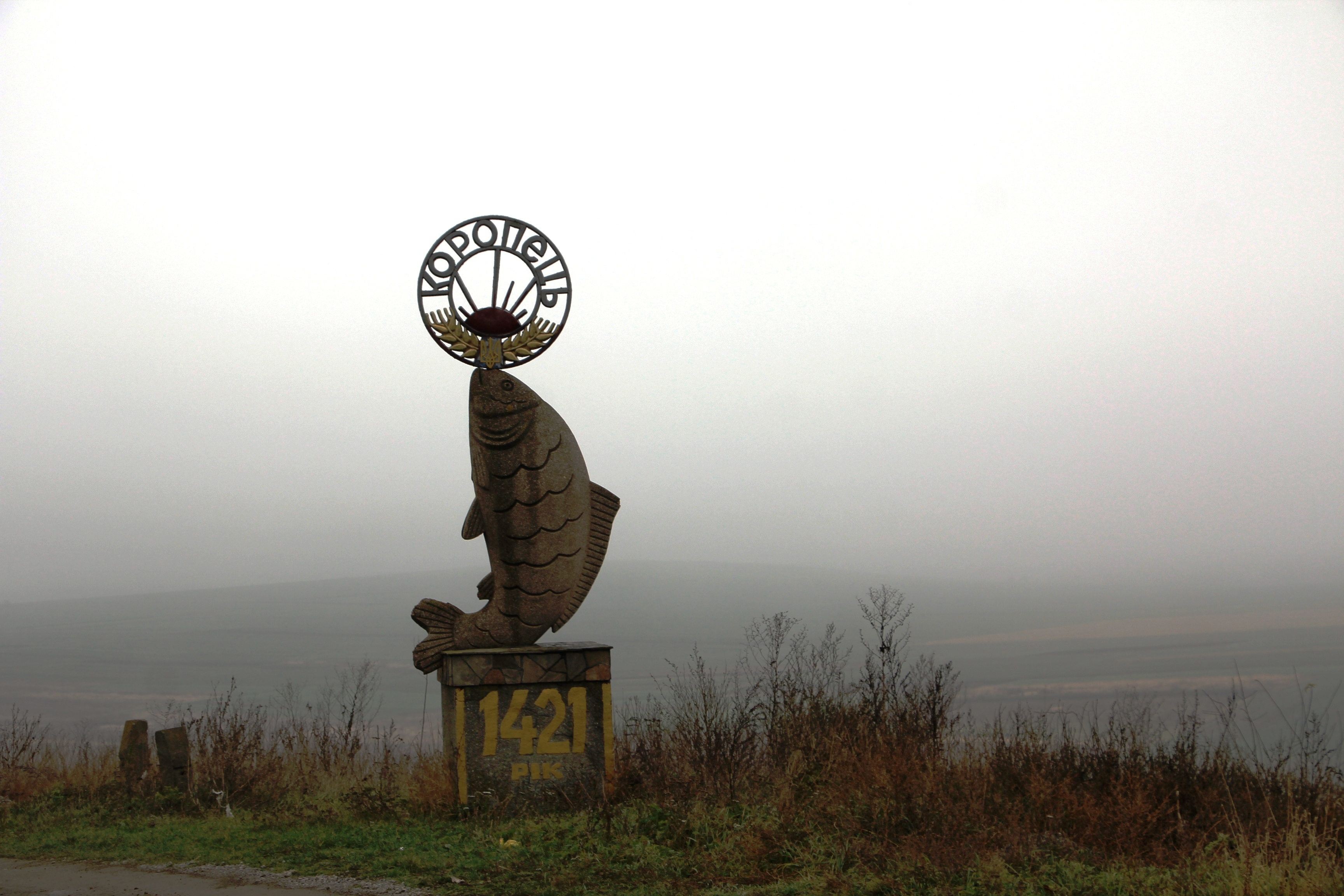
Придорожній знак на в'їзді в селище Коропець
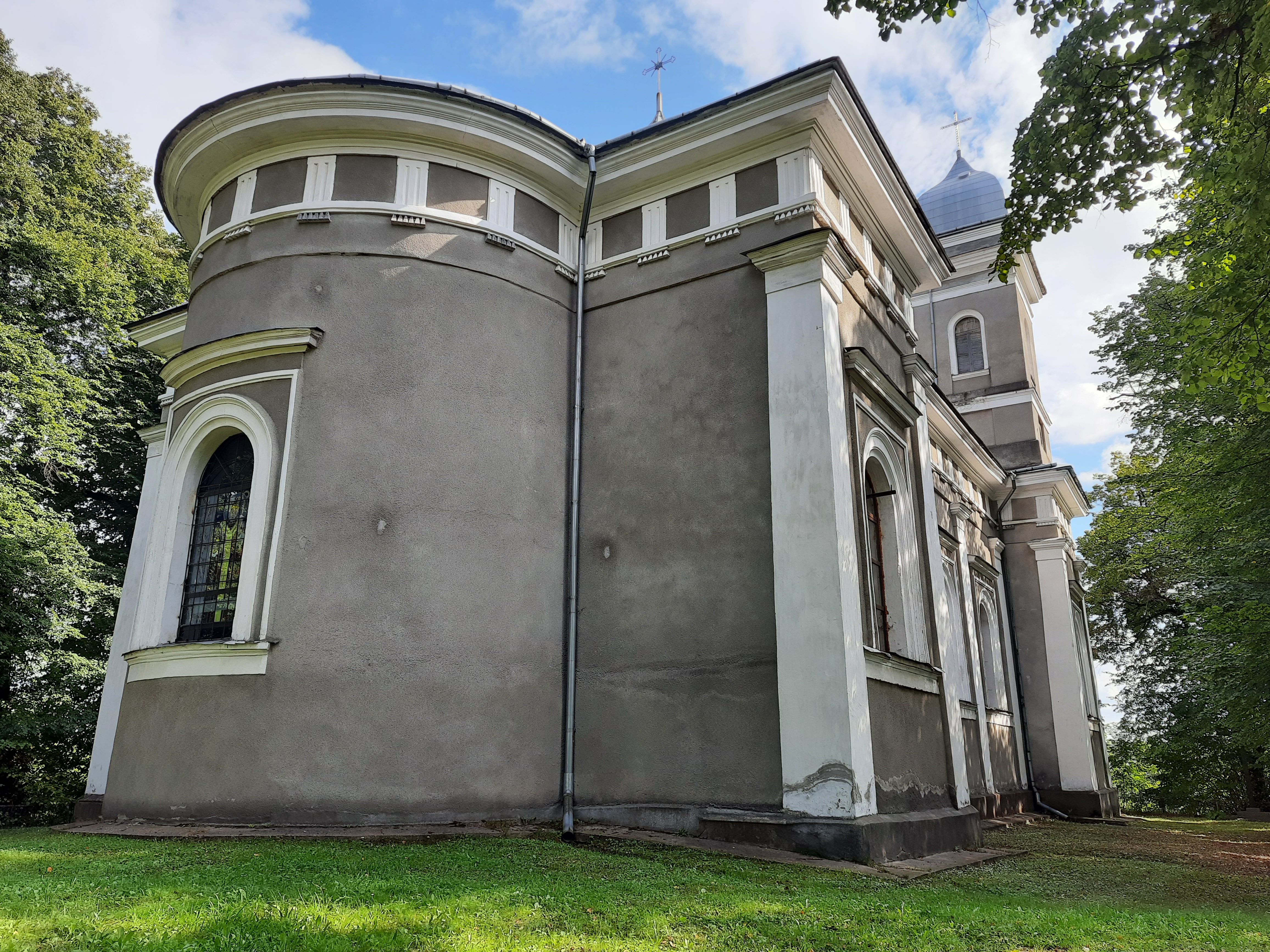
Костел Святого Миколая
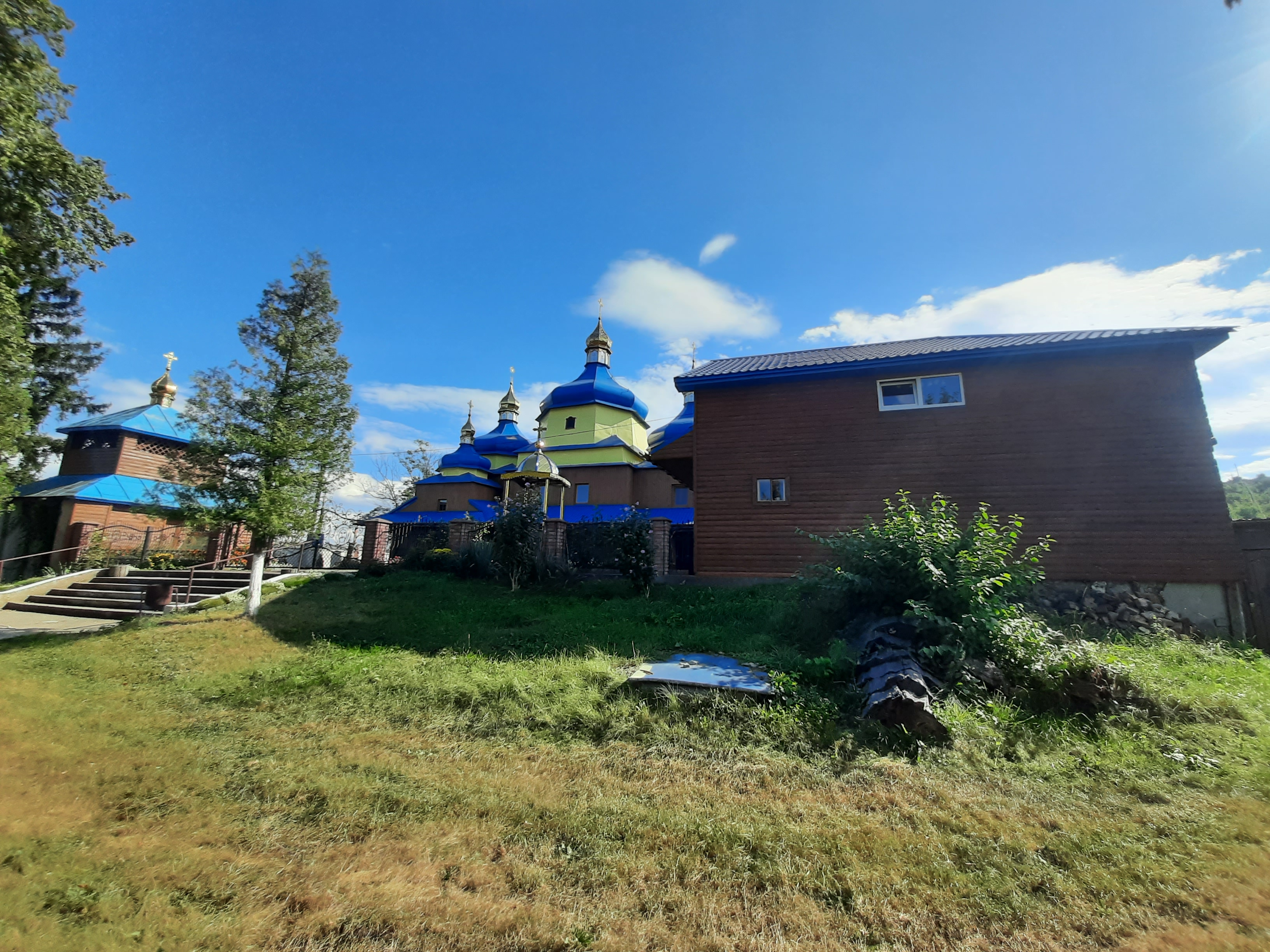
Церква Успіння Пресвятої Діви Марії
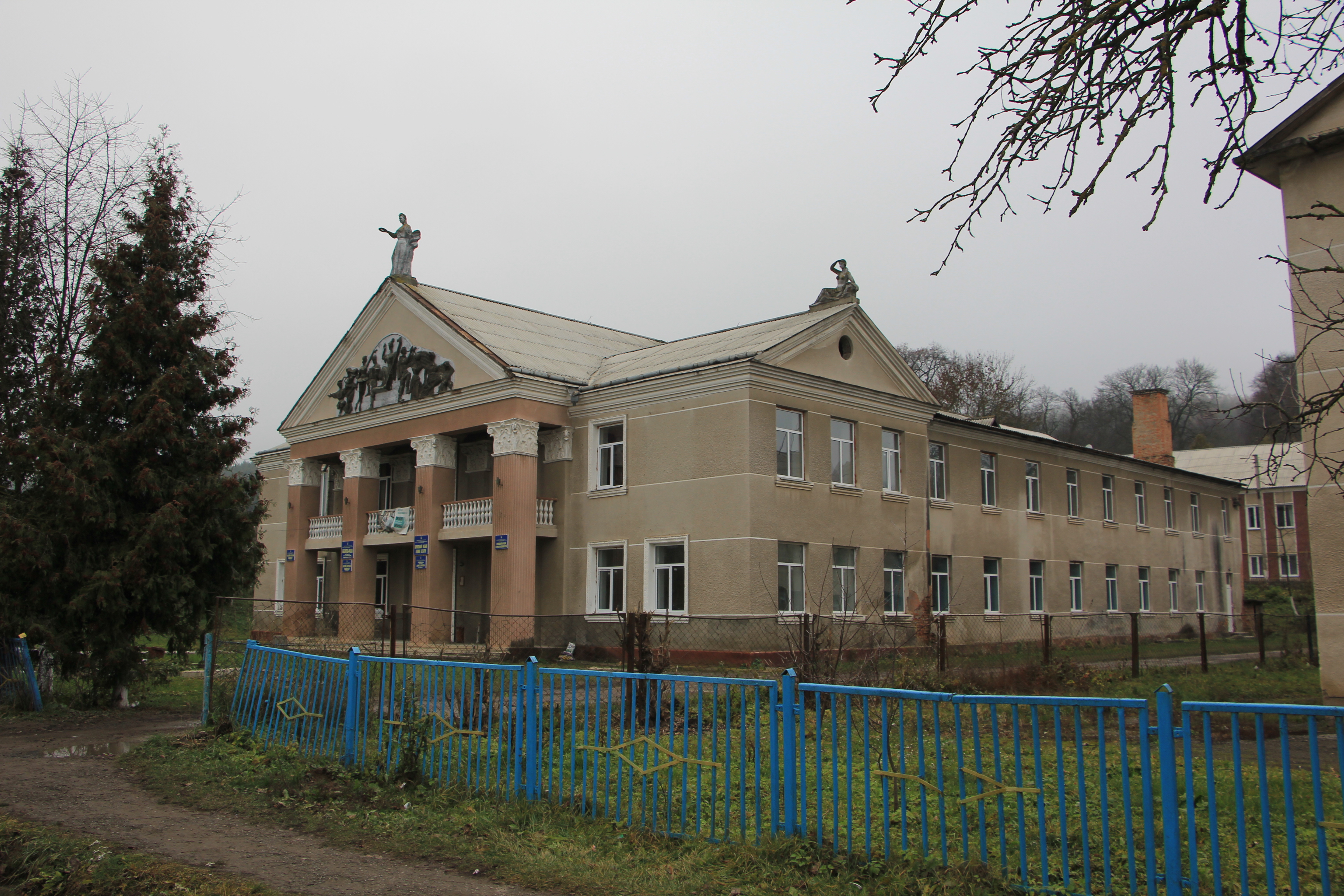
Будинок культури
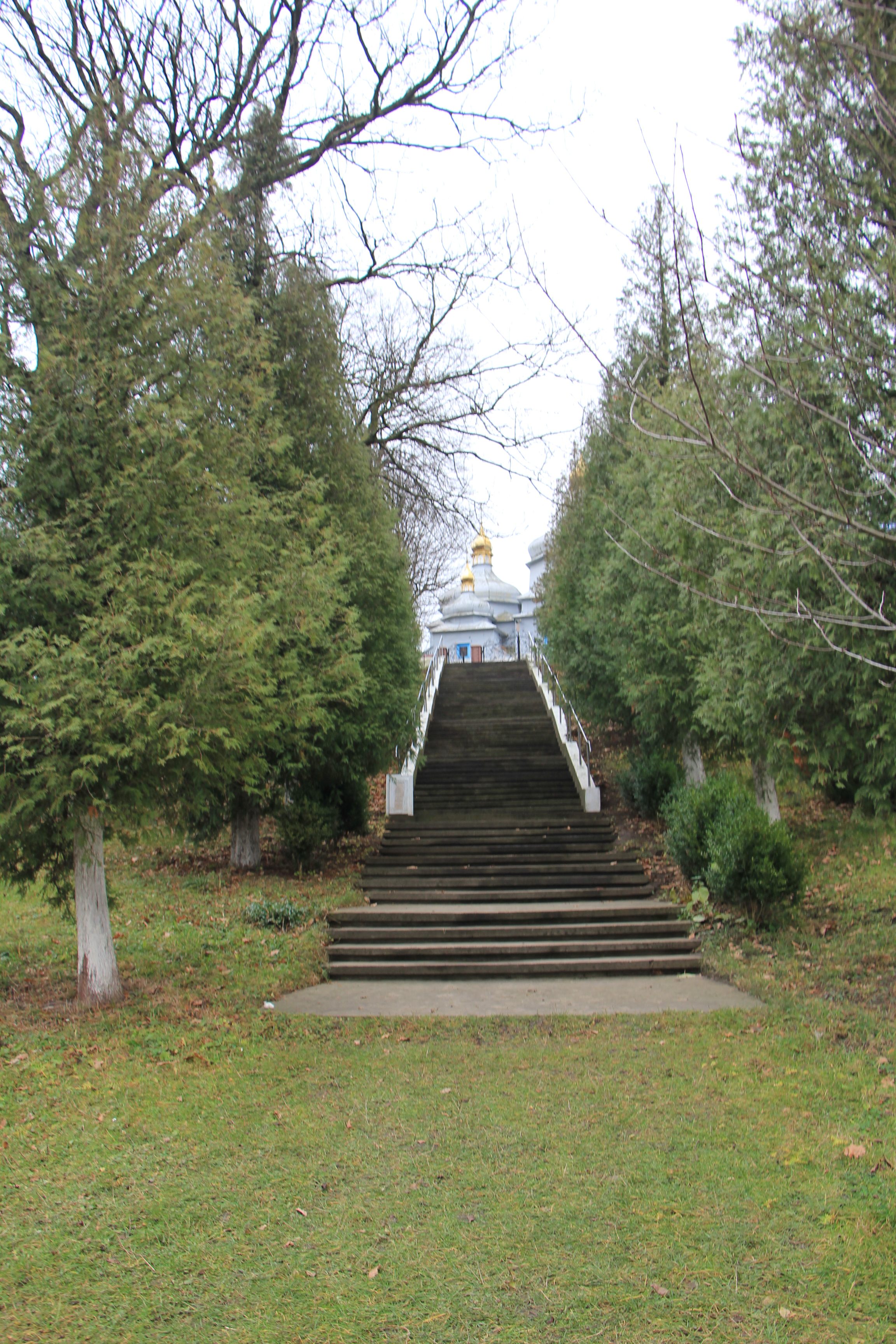
Церква Успіння Пресвятої Богородиці (1772)
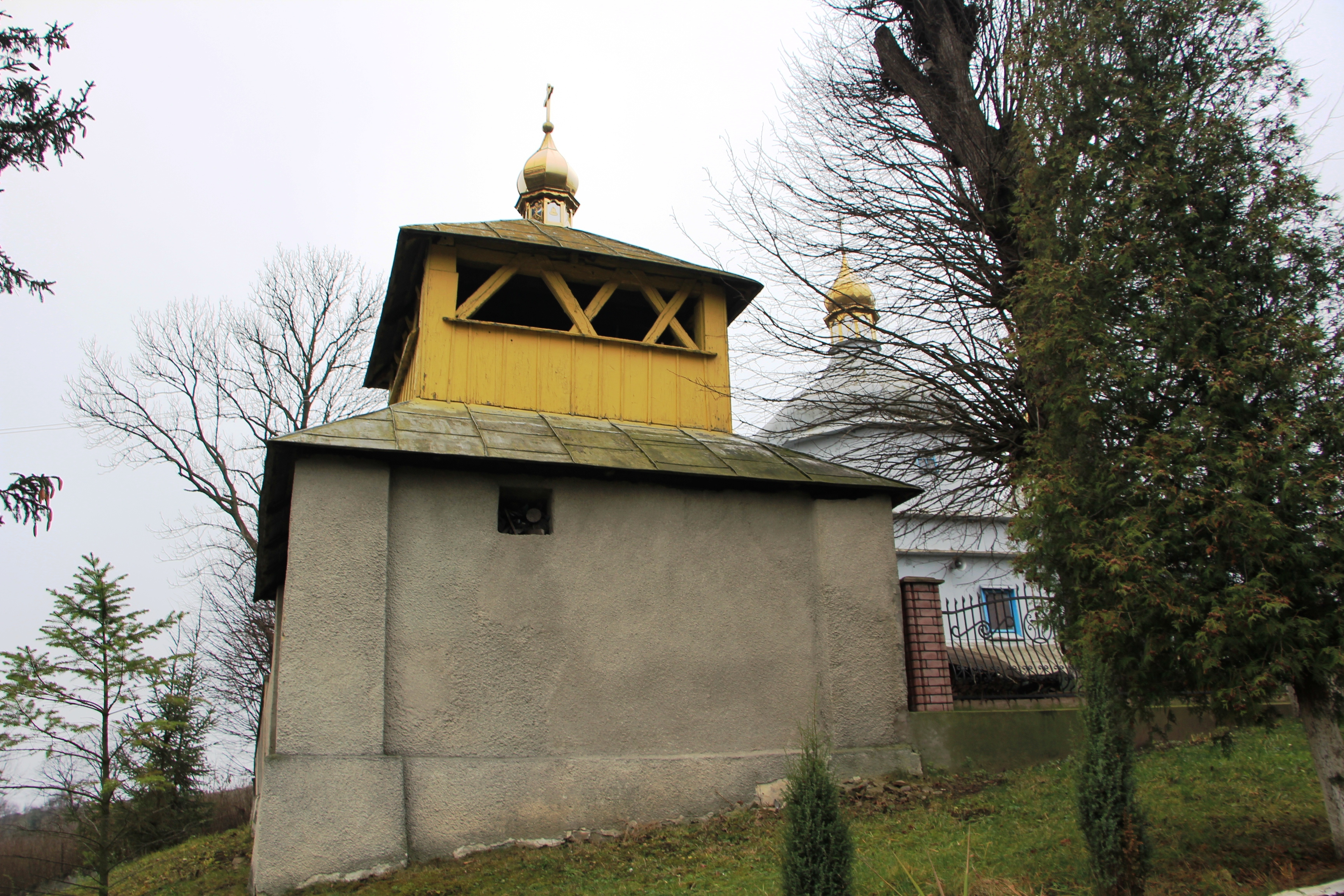
Дзвіниця церкви Успіння Пресвятої Богородиці 1772
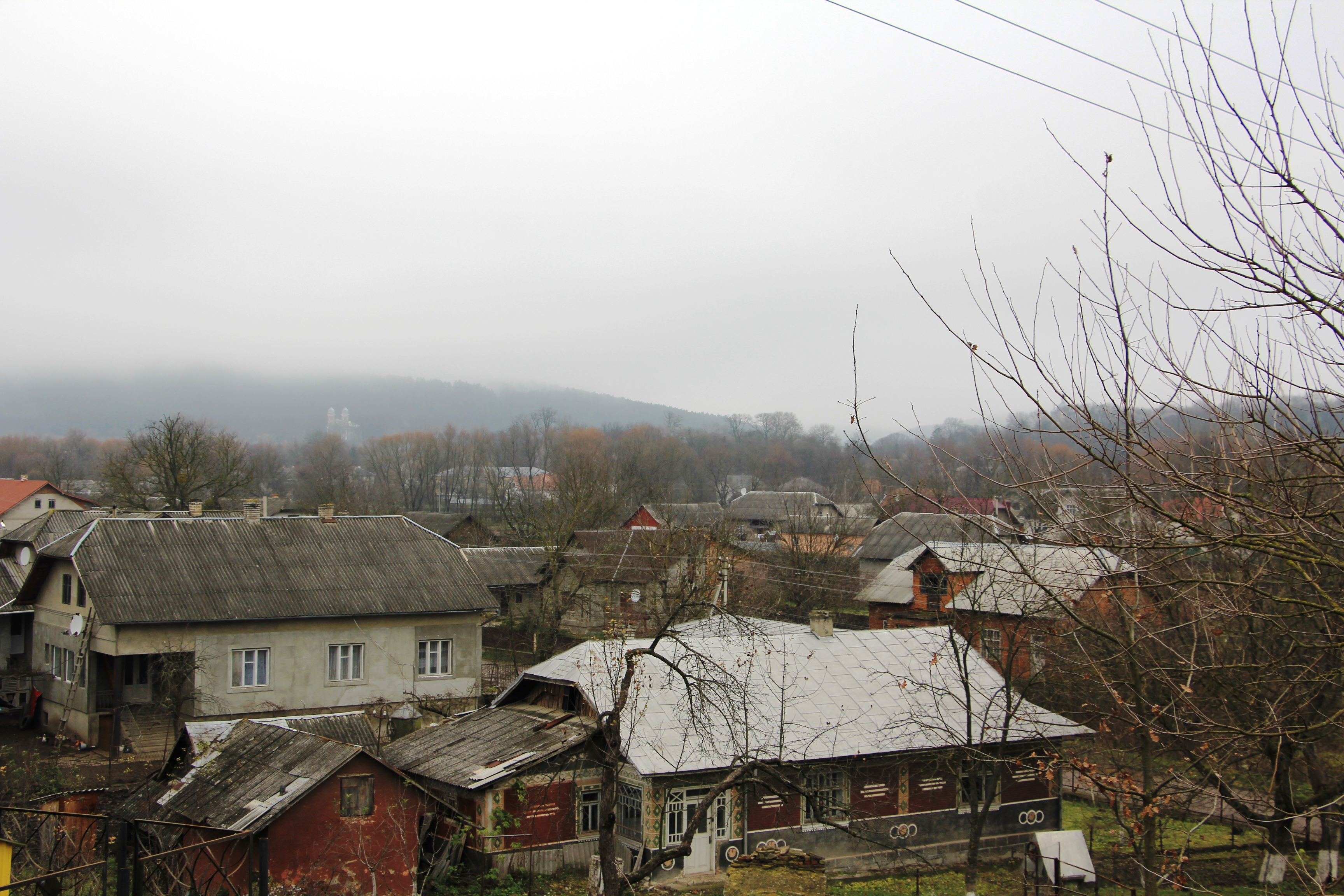
Краєвид селища Коропець
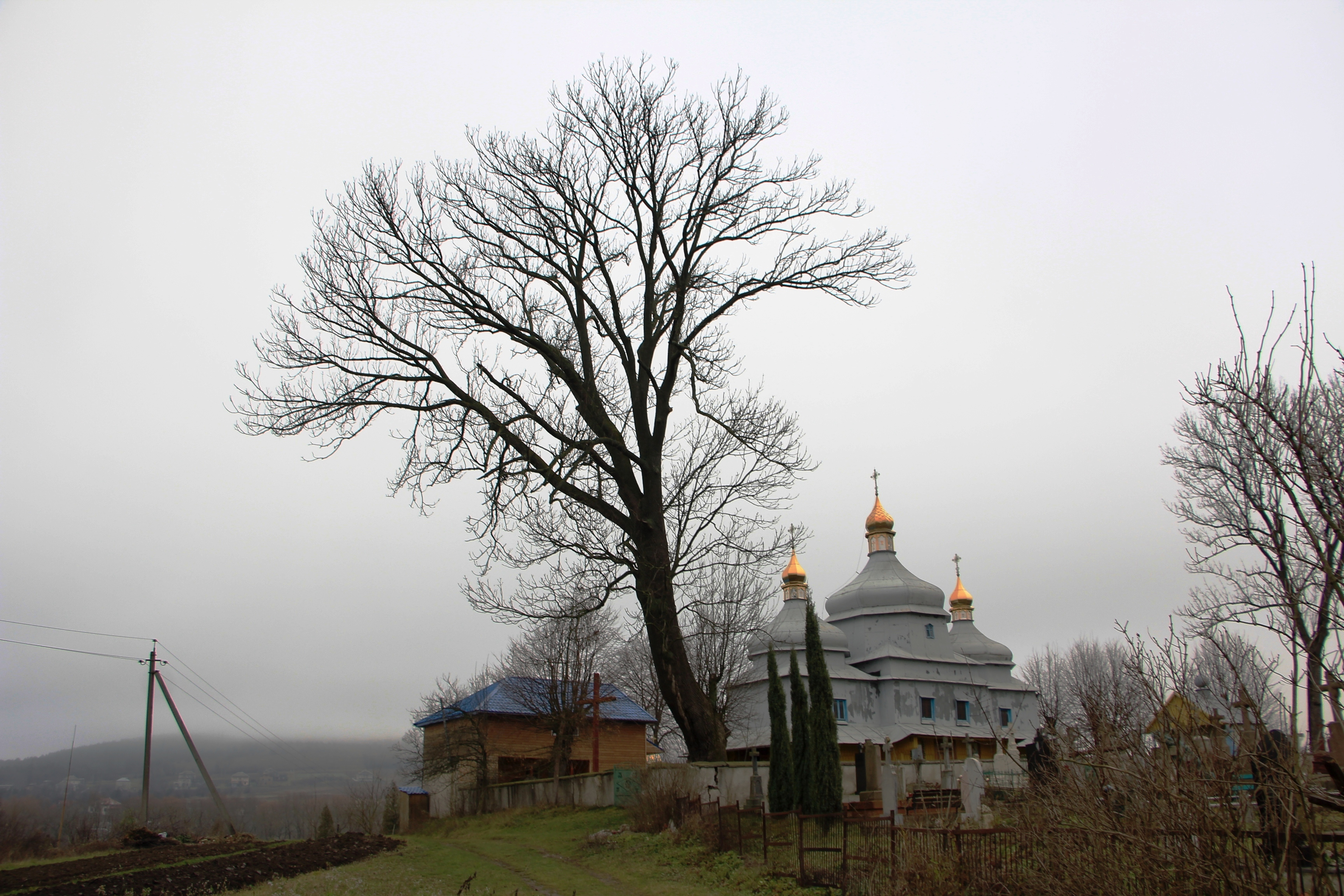
Церква Успіння Пресвятої Богородиці (1772)